# Polypterus congicus
Polypterus congicus is een straalvinnige vissensoort uit de familie van de kwastsnoeken (Polypteridae). De wetenschappelijke naam van de soort is voor het eerst geldig gepubliceerd in 1898 door George Albert Boulenger.